# St. Jakobus der Ältere (Buch)

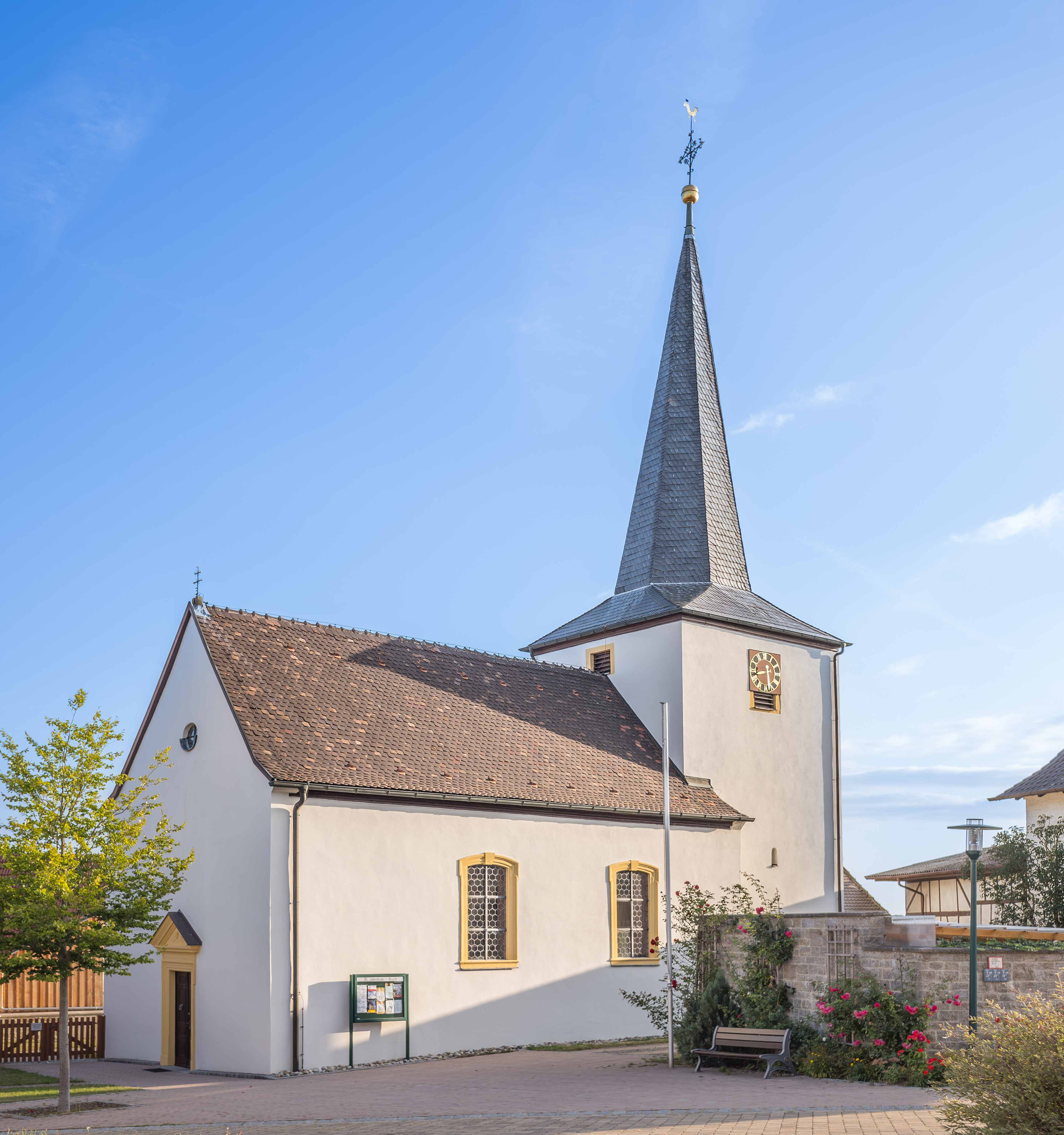
St. Jakobus der Ältere (Buch)

Die römisch-katholische Pfarrkirche St. Jakobus der Ältere steht in Buch, einem Gemeindeteil von Theres im unterfränkischen Landkreis Haßberge in Bayern. Der Chorturm des denkmalgeschützten Bauwerks entstand im 17. Jahrhundert. Die Pfarrei gehört zur Pfarreiengemeinschaft Theres im Dekanat Haßberge des Bistums Würzburg.

## Beschreibung
Der Chorturm der Saalkirche stammt von 1616 und wurde 1736 mit einem schiefergedeckten, achtseitigen, spitzen Helm bedeckt. Sein oberstes Geschoss beherbergt die Turmuhr und den Glockenstuhl. Das mit einem Satteldach bedeckte Kirchenschiff hat geohrte, stichbogige Fenster. Die um 1750 entstandene Deckenmalerei des Innenraums zeigt die Krönung Mariens. Die Altäre wurden um 1770, die Kanzel gegen 1700 gebaut.